# Donghai-brug
De Donghai-brug (Chinees: 東海大橋, Donghai Daqiao, letterlijk vertaald "Grote Oostzeebrug") is de op twee na langste zeebrug ter wereld (na de Qingdao Haiwan-brug en de Hangzhoubaai-brug) en een van de langste bruggen in Azië. Met de bouw werd begonnen juni 2002, en op 10 december 2005 werd het bouwwerk opgeleverd. De brug is 32,5 kilometer lang en 31,5 meter breed, en verbindt Shanghai met de Yangshan Containerterminal, een haven die geschikt is voor grote schepen.
Op de brug ligt in beide richtingen een driebaansweg. Het grootste deel van de brug bestaat uit een viaduct net boven het zeeniveau, maar op twee plaatsen ligt de brug hoger zodat grote schepen de Hangzhoubaai kunnen bereiken. Deze twee doorgangen zijn ieder geschikt voor een andere scheepsgrootte, de eerste voor 1.000 dwt-schepen, de tweede voor 5.000 dwt-schepen.
Op 29 januari 2014 kondigden de stedenbouwkundige autoriteiten de bouw aan van een tweede brug, een gecombineerde spoor- en wegbrug, om tegemoet te komen aan de groeiende vraag naar vervoer tussen de stad Shanghai en de haven van Yangshan.

## Kritiek
Op de bouw van de brug ontstond kritiek doordat de haven waarschijnlijk ook uitgebreid had kunnen worden bij de nabijgelegen havenstad Ningbo. Daar was voldoende ruimte om ook grote schepen te ontvangen, maar daar was een extreem kostbare brug niet nodig geweest.